# Blondie (band)
Blondie is een Amerikaanse rockgroep, die is voortgekomen uit de New Yorkse new-wavescene.

## Geschiedenis
Blondie werd in 1974 in New York opgericht, waar de groep zijn invloeden in de beroemde punkrockclub CBGBs opdeed. De band zou aanvankelijk Angel & the Snake gaan heten, maar uiteindelijk viel de keuze op Blondie nadat zangeres Debbie Harry deze naam tijdens een wandeling door Houston Street kreeg toegeroepen. Andy Warhol bedacht het uiterlijk van Harry, geblondeerd en gekleed in slechts een wit T-shirt en onderbroekje. Het eerste album Blondie speelde sterk in op de punk-ethos. De muziek deed denken aan meidengroepen uit de jaren zestig, een soort vrouwelijke versie van Ramones.

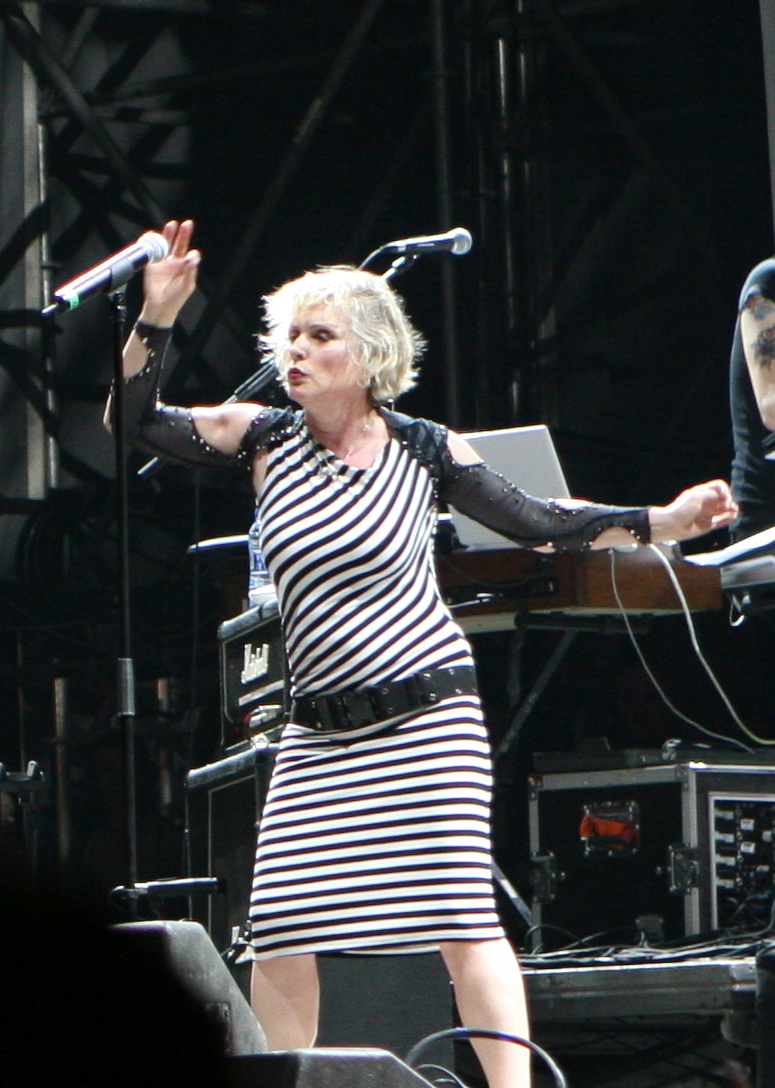
Blondie in Barcelona, 2008

Blondie brak in februari 1978 door in Europa met het tweede album Plastic letters, met daarop het op de stijl van Buddy Holly geënte liedje Denis (oorspronkelijk van het jaren-zestigduo Randy and the Rainbows, alias Vinni Careller en Mike Zero, met hun vrouwelijke versie Denise uit 1963) dat in Nederland drie weken lang op de eerste plaats stond. Het succes werd gevolgd door Presence dear. Op het derde album, Parallel lines, stonden hun grootste hits: Picture this, Hanging on the telephone en het discoachtige Heart of glass. Daarop volgde het album Eat to the Beat (1979) met de hits Dreaming en Atomic. Dit album werd gevolgd door het wederom door Mike Chapman geproduceerde Autoamerican, met de reggaecover The tide is high (oorspronkelijk van The Paragons), dat nummer vier werd in de Nederlandse hitlijst. In 1980 werd het nummer Call Me de muziek voor de film American Gigolo. Blondie maakte ook de eerste blanke raphit, Rapture.
De groep viel eind 1982 uiteen, met bittere rechtszaken over royalty's als gevolg. Debbie Harry en haar levenspartner Chris Stein waren al die tijd de motor achter de band en de andere bandleden voelden zich door hen financieel benadeeld. Vanaf 1982 zorgde de levensbedreigende ziekte Pemphigus vulgaris ervoor dat Stein niet meer muzikaal actief kon zijn en gaf Debbie Harry haar solocarrière op om twee jaar lang voor Stein te zorgen. Uiteindelijk was hij voldoende hersteld om zijn muzikale carrière te hervatten. In 1994 verscheen het album Beautiful: The Remix Album, waarop verschillende oude nummers zijn geremixt door onder anderen K-Klass, The Black Dog en Armand van Helden.

## Terugkeer
In 1998 maakte de groep evenwel een comeback met het album No exit. Er kwam een wereldtournee en de groep had een nummer 1-hit in het Verenigd Koninkrijk met het nummer Maria. In 1999 waren ze de hoofdact op het Haagse Parkpop.
In 2003 kwam de opvolger van No exit uit, The curse of Blondie. De single Good Boys werd nummer 7 plaats in de Britse hitlijsten en wederom volgde in 2003 en 2004 een wereldtournee, waarbij ze ook drie uitverkochte concerten in Nederland gaven. In 2004 kwamen de dvd en cd Live by request uit.
Eind 2005 volgde wederom een wereldtournee en bracht de band in samenwerking met het management van The Doors een nieuwe single uit: Rapture riders. Deze single was een mix van het alom bekende Rapture en Riders on the Storm van The Doors. Er verscheen ook een nieuw Greatest Hits-album met de dvd Sight & sound. Naast hun bekende hits bevatte dit album ook een nieuwe uitvoering van In the flesh, een nieuwe mix van Good boys (Blow Up-remix), Rapture Riders (single-edit) en daarbij alle video's van X-offender tot Good boys. Het album werd goud in Europa.
In 2006 kreeg Blondie een plek in de Rock and Roll Hall of Fame. Eind 2006 bracht Deborah Harry in samenwerking met Moby een nieuwe single uit: New York, New York, dat nummer 2 werd in de World Dance Charts. In 2007 volgde er een tournee door Europa en bracht Harry het album Necessary evil uit. In 2010 verscheen een nieuw Blondie-album: Panic of girls. De Nederlandse kunstenaar Chris Berens ontwierp de albumhoes. Eind 2017 bracht de band het album Pollinator uit. De productie werd nummer 4 in het Verenigd Koninkrijk, en de single Long Time werd een hit in verschillende Europese landen. Ook in thuisland Amerika gooide het album hoge ogen.
In augustus 2020 werd bekend dat Debbie Harry en Chris Stein hun omvangrijke muziekportefeuille hadden verkocht.
In 2022 was Blondie weer op tournee, verscheen de single Moonlight drive (9 juni) en een boxset met hun eerste lp's.

## Filmoptreden
In de film Roadie uit 1980 is de band te zien in hun vertolking van de Johnny Cash-klassieker Ring of Fire. In totaal werkte Deborah Harry mee aan bijna 50 films.

## Bezetting

### Huidige leden
- Debbie Harry – leadzang (1974–1982, 1997–heden)
- Chris Stein – gitaar, basgitaar (1974–1982, 1997–heden)
- Leigh Foxx – basgitaar (sessie- en tourmusicus: 1997–2004; 2004–heden)
- Matt Katz-Bohen – keyboard, piano, orgel (2008–heden)
- Tommy Kessler – gitaar (2010–heden)

### Tourleden
- Andee Blacksugar – gitaar, achtergrondzang (2021–heden)
- Glen Matlock – basgitaar (2022–heden)

### Voormalige leden
- Fred Smith – basgitaar (1974–1975)
- Billy O'Connor – drumstel (1974–1975; overleden in 2015)
- Ivan Kral – gitaar (1974–1975; overleden in 2020)
- Tish Bellomo – achtergrondzang (1975)
- Eileen Bellomo – achtergrondzang (1975)
- Jimmy Destri – keyboard, piano, synthesizer, orgel, achtergrondzang (1975–1982, 1997–2003)
- Gary Valentine – basgitaar, gitaar (1975–1977, 1997)
- Clem Burke – drums, percussie, achtergrondzang (1975–1982, 1997–2025; toen overleden)
- Frank Infante – gitaar, basgitaar, achtergrondzang (1977–1982)
- Nigel Harrison – basgitaar (1978–1982, 1997)
- Paul Carbonara – gitaar, achtergrondzang (sessie- en tourmuzikant: 1997–2010)
- Kevin Patrick (Kevin Topping) – keyboard, piano, achtergrondzang (2003–2007)
- Jimi K. Bones – gitaar (2003)

## Discografie

### Albums
| Album met eventuele hitnotering(en) in de Nederlandse Album Top 100 | Datum van verschijnen | Datum van binnenkomst | Hoogste positie | Aantal weken | Opmerkingen   |
| ------------------------------------------------------------------- | --------------------- | --------------------- | --------------- | ------------ | ------------- |
| Plastic Letters                                                     | 1978                  | 18-02-1978            | 2               | 20           |               |
| Blondie                                                             | 1976                  | 11-03-1976            | 17              | 9            |               |
| Parallel Lines                                                      | 1978                  | 09-09-1978            | 4               | 13           |               |
| Eat to the Beat                                                     | 1979                  | 13-10-1979            | 15              | 9            |               |
| Autoamerican                                                        | 1980                  | 06-12-1980            | 17              | 7            |               |
| The Hunter                                                          | 1982                  | 19-06-1982            | 32              | 5            |               |
| The Complete Picture - The Very Best of Deborah Harry and Blondie   | 02-07-1990            | 06-04-1991            | 43              | 5            | Verzamelalbum |
| No Exit                                                             | 08-02-1999            | 24-04-1999            | 81              | 7            |               |
| Atomic - The Very Best of Blondie                                   | 13-07-1998            | 04-09-1999            | 48              | 4            | Verzamelalbum |
| Panic of Girls                                                      | 01-06-2011            | 23-07-2011            | 62              | 1            |               |

| Album met hitnotering(en) in de Vlaamse Ultratop 200 albums | Datum van verschijnen | Datum van binnenkomst | Hoogste positie | Aantal weken | Opmerkingen |
| ----------------------------------------------------------- | --------------------- | --------------------- | --------------- | ------------ | ----------- |
| No Exit                                                     | 1999                  | 10-04-1999            | 45              | 2            |             |

### Singles
| Single met eventuele hitnotering(en) in de Nederlandse Top 40 | Datum van verschijnen | Datum van binnenkomst | Hoogste positie | Aantal weken | Opmerkingen                                                                                               |
| ------------------------------------------------------------- | --------------------- | --------------------- | --------------- | ------------ | --- |
| Denis                                                         | 1978                  | 25-02-1978            | 1(3 wk)         | 12           | #1 in de Nationale Hitparade                                                                              |
| (I'm Always Touched by Your) Presence, Dear                   | 1978                  | 20-05-1978            | 10              | 7            | #8in de Nationale Hitparade / #7 in de TROS Top 50                                                        |
| I'm Gonna Love You Too                                        | 1978                  | 02-09-1978            | 7               | 9            | #6 in de Nationale Hitparade / #7 in de TROS Top 50 / Veronica Alarmschijf Hilversum 3                    |
| Sunday Girl                                                   | 1978                  | 18-11-1978            | 22              | 5            | #13 in de Nationale Hitparade / #20 in de TROS Top 50                                                     |
| Heart of Glass                                                | 1979                  | 17-02-1979            | 5               | 8            | #8 in de Nationale Hitparade / #6 in de TROS Top 50 / Veronica Alarmschijf / TROS Paradeplaat Hilversum 3 |
| Hanging on the Telephone                                      | 1979                  | 02-06-1979            | 21              | 6            | #20 in de Nationale Hitparade / #22 in de TROS Top 50                                                     |
| Dreaming                                                      | 1979                  | 13-10-1979            | 18              | 5            | #12 in de Nationale Hitparade / #18 in de TROS Top 50                                                     |
| Atomic                                                        | 1980                  | 05-04-1980            | 29              | 4            | #17 in de Nationale Hitparade / #25 in de TROS Top 50                                                     |
| Call Me                                                       | 1980                  | 10-05-1980            | 9               | 7            | #12 in de Nationale Hitparade / #10 in de TROS Top 50                                                     |
| The Tide Is High                                              | 1980                  | 01-11-1980            | 4               | 10           | #5 in de Nationale Hitparade / #3 in de TROS Top 50 / Veronica Alarmschijf Hilversum 3                    |
| Rapture                                                       | 1981                  | 14-02-1981            | 19              | 6            | #20 in de Nationale Hitparade / #16 in de TROS Top 50                                                     |
| Island of Lost Souls                                          | 1982                  | 15-05-1982            | 20              | 5            | #21 in de Nationale Hitparade / #21 in de TROS Top 50                                                     |
| Maria                                                         | 11-01-1999            | 03-04-1999            | 17              | 14           | #19 in de Mega Top 100                                                                                    |
| Rapture Riders                                                | 03-03-2006            | 18-03-2006            | tip10           | -            | met The Doors / #39 in de Mega Top 50                                                                     |

| Single met hitnotering(en) in de Vlaamse Ultratop 50 | Datum van verschijnen | Datum van binnenkomst | Hoogste positie | Aantal weken | Opmerkingen   |
| ---------------------------------------------------- | --------------------- | --------------------- | --------------- | ------------ | ------------- |
| The Tide Is High                                     | 1980                  | 15-11-1980            | 4               | 11           |               |
| Rapture                                              | 1981                  | 14-02-1981            | 8               | 9            |               |
| In the Flesh                                         | 1982                  | 30-01-1982            | 40              | 1            |               |
| Island of Lost Souls                                 | 1982                  | 29-05-1982            | 8               | 5            |               |
| Maria                                                | 1999                  | 06-03-1999            | 3               | 18           |               |
| Rapture Riders                                       | 2006                  | 25-03-2006            | 21              | 10           | met The Doors |

Tours (solo):
1. Plastic Letters (1978)
2. Parallel Lines (1978-1979)
3. Track Across America Tour '82 (1982)
4. No Exit (1998-1999)
5. Camp Funtime Summer Tour (2002)
6. Phasm 8 Tour (2003-2004)
7. Parallel Lines 30th Anniversary Tour (2008)
8. Endangered Species Tour (2010)
9. Panic Of Girls (2011)
10. Blast Off Tour (2013)
11. No Principals Tour (2013)
12. Blondie 4(0) Ever World Tour (2014)
13. Pollinator (2017)
14. Rage And Rapture Tour 2017 (2017)
15. Against The Odds (2022

### NPO Radio 2 Top 2000
| Nummers met noteringen in de NPO Radio 2 Top 2000 | '99  | '00  | '01  | '02  | '03  | '04  | '05  | '06  | '07  | '08  | '09  | '10  | '11  | '12  | '13  | '14  | '15 | '16  | '17  | '18  | '19  | '20  | '21  | '22  | '23  | '24  |
| ------------------------------------------------- | ---- | ---- | ---- | ---- | ---- | ---- | ---- | ---- | ---- | ---- | ---- | ---- | ---- | ---- | ---- | ---- | --- | ---- | ---- | ---- | ---- | ---- | ---- | ---- | ---- | ---- |
| Denis                                             | 192  | 122  | 193  | 213  | 268  | 164  | 223  | 343  | 406  | 258  | 363  | 301  | 431  | 541  | 700  | 778  | 857 | 707  | 661  | 810  | 898  | 865  | 985  | 1021 | 939  | 1221 |
| Hanging on the Telephone                          | -    | -    | -    | -    | -    | -    | 1949 | -    | -    | -    | -    | -    | -    | -    | -    | -    | -   | -    | -    | -    | -    | -    | -    | -    | -    | -    |
| Heart of Glass                                    | -    | 795  | 1295 | 1025 | 1269 | 1360 | 1513 | 1937 | 1581 | 1532 | 1552 | 1671 | 1627 | 1723 | 1759 | 1821 | -   | 1974 | 1702 | 1937 | 1682 | 1309 | 1206 | 1317 | 1523 | 1555 |
| I'm Gonna Love You Too                            | -    | -    | 1677 | -    | -    | -    | -    | -    | -    | -    | -    | -    | -    | -    | -    | -    | -   | -    | -    | -    | -    | -    | -    | -    | -    | -    |
| The Tide Is High                                  | 1454 | 1475 | 1659 | 1059 | 1079 | 963  | 1554 | 1935 | -    | 1764 | -    | -    | -    | -    | -    | -    | -   | -    | -    | -    | -    | -    | -    | -    | -    | -    |

1. ↑  Een '-' betekent dat het nummer niet was genoteerd en een vetgedrukt getal geeft de hoogste notering van een nummer aan.